# Juan Jover
Juan Jover Sañes (23 de novembro de 1903 – 28 de junho de 1960) foi um automobilista espanhol que participou do Grande Prêmio da Espanha de 1951 de Fórmula 1.
Faleceu num acidente de viação perto de Sitges.